# Haliclona protochalina
Haliclona protochalina är en svampdjursart som först beskrevs av Voldemar Czerniavsky 1880.  Haliclona protochalina ingår i släktet Haliclona och familjen Chalinidae. Inga underarter finns listade i Catalogue of Life.